# منتخب كوبا تحت 20 سنة لكرة القدم
منتخب كوبا تحت 20 سنة لكرة القدم (بالإسبانية: Selección de fútbol sub-20 de Cuba)‏ هو ممثل كوبا الرسمي في المنافسات الدولية في كرة القدم في فئة كرة قدم تحت 20 سنة للرجال، يديريه اتحاد كوبا لكرة القدم.